# Herbert Giersch

Herbert Giersch (11 mai 1921 - 22 juillet 2010) était un économiste allemand. Il a été l'un des premiers membres du Conseil allemand des experts économiques en 1964, siégeant au conseil jusqu'en 1970, et a également été président de l'Institut de Kiel pour l'économie mondiale (IfW Kiel) 1969-1989. Giersch était considéré comme l'économiste allemand le plus influent pendant les mandats de Willy Brandt, Helmut Schmidt et Helmut Kohl.
Né à Reichenbach, Silésie, Giersch a fréquenté l'Université de Breslau et l'Université de Kiel entre 1939 et 1942, jusqu'à ce qu'il soit appelé à servir dans la Seconde Guerre mondiale. De retour de captivité de guerre, il obtient son Ph.D. en économie à l'université de Münster en 1948. Giersch obtient un poste de professeur titulaire à l'université de la Sarre en 1955. En 1969, il succède à de :Erich Schneider (économiste) à l'Université Christian-Albrecht de Kiel, et occupe cette chaire jusqu'en 1989.
Adepte à l'origine de l'nouvelle économie keynésienne dans les années 1950 et 1960, il est progressivement devenu un défenseur de l'économie de l'offre dans ses dernières années.